# Cononedys lyneborgi
Cononedys lyneborgi är en tvåvingeart som först beskrevs av Francois 1969.  Cononedys lyneborgi ingår i släktet Cononedys och familjen svävflugor.
Artens utbredningsområde är Marocko. Inga underarter finns listade i Catalogue of Life.